# Chung Gia Hân
Chung Gia Hân (tên tiếng Anh: Linda Chung; tên tiếng Trung: 鍾嘉欣; sinh ngày 9 tháng 4 năm 1984) là một nữ diễn viên, ca sĩ kiêm nhạc sĩ người Canada gốc Hồng Kông. Cô từng là diễn viên độc quyền của đài truyền hình TVB, và từng là một trong những mỹ nhân thuộc "Ngũ đại Hoa đán" cùng với Dương Di, Hồ Hạnh Nhi, Từ Tử San và Trần Pháp Lai.

## Tiểu sử
Chung Gia Hân sinh ra tại Vancouver, British Columbia, Canada. Cô từng học tại Đại học British Columbia, chuyên ngành sư phạm tiểu học nhưng chưa tốt nghiệp. Cô từng nói ước mơ là bác sĩ nhưng cuối cùng chọn sư phạm. Vì lý do bước chân sang diễn viên chuyên nghiệp nên việc học trường đại học phải tạm ngưng. Sau đó, cô đang là diễn viên độc quyền của TVB.
Chung Gia Hân được khán giả biết đến qua các vai chính trong các bộ phim truyền hình ăn khách của Hồng Kông như: Gia đình vui vẻ hiện đại, Bằng chứng thép, Sóng gió gia tộc, Sức mạnh tình thân, Bồ Tùng Linh, Công chúa giá đáo, Cảnh khuyển Ba Đả,.... Những bộ phim truyền hình có sự tham gia diễn xuất của cô đã mang lại nhiều giải thưởng nổi bật về điện ảnh như: Nữ diễn viên được yêu thích nhất, Nữ diễn viên chính xuất sắc nhất, Bộ phim truyền hình hay nhất, Nữ diễn viên mới xuất sắc nhất,.....
Sau những thành công của các bộ phim truyền hình "làm mưa làm gió" ấy, Chung Gia Hân đã "lấn sân" và phát triển mạnh sang lĩnh vực ca hát. Cô cho ra mắt hàng loạt các ca khúc "hit" đình đám, đánh dấu một bước tiến đột phá trong sự nghiệp âm nhạc của Chung Gia Hân như: Love Love Love, Thề ước, Điều hạnh phúc nhất (OST Bảo vệ nhân chứng), Em đã kết hôn, Thứ lỗi em là em, Missing you, Dù cho không có ngày mai,... Ngoài ra, cô còn thể hiện thành công một số các ca khúc nhạc phim của TVB. Điển hình là ca khúc nhạc phim của bộ phim truyền hình TVB vô cùng "hot" "Bảo vệ nhân chứng" do cô trình bày và cũng gây nhiều tiếng vang lớn, khiến cho danh tiếng của cô ngày càng vang xa hơn. Ca khúc này cũng đem lại cho cô giải thưởng "Ca khúc nhạc phim được yêu thích nhất" tại Lễ trao giải vào năm 2012. "Thừa thắng xông lên", cô cho phát hành một số album do 3 công ty âm nhạc vô cùng chuyên nghiệp và danh giá nhất ở xứ Cảng Thơm "Star Entertainment", "Stars Shine International" và "Voice Entertainment" đồng thực hiện và sản xuất. Tính đến thời điểm hiện tại, cô đã "trình làng" khán giả được 6 album phòng thu: Dinner for One, World for Two, My love story, My private selection, Love Love Love và Under the stars. Album "Love Love Love" của cô là album duy nhất nhận được nhiều đề cử và liên tục giành được nhiều giải thưởng nhất tại Lễ trao giải do Hội đồng Âm nhạc Hồng Kông bình chọn trong số 5 album đã phát hành còn lại. Mỗi album của cô đều thể hiện những nét riêng của mình nhưng đều có chung một ý nghĩa vô cùng sâu sắc: đó là một trái tim đầy tính nhiệt huyết, đam mê, tận tâm, tận tình với nghề và đậm chất "máu" nghệ sĩ trong con người của Chung Gia Hân. Tiếp theo những thành công trong âm nhạc lẫn điện ảnh, cô liên tục "bứt phá" trong nhiều dự án nghệ thuật khác và liên tục giành được nhiều giải thưởng danh giá về âm nhạc như: Ca sĩ tiềm năng, Ca sĩ triển vọng, Ca sĩ mới, Bài hát hay nhất, Top 10 bài hát hay nhất của năm, Album của năm, Ca sĩ có lượng đĩa tiêu thụ nhiều nhất,...Nhờ lối diễn vô cùng "ngọt" và đầy chân thật cùng với khuôn mặt đầy tròn trịa, nhã nhặn kèm theo chất giọng vô cùng nhẹ nhàng nhưng đầy nội lực, cô được khán giả cũng như giới truyền thông hâm mộ xếp vào hàng ngũ "Ngũ Đại Hoa Đán" cùng với Dương Di, Hồ Hạnh Nhi, Từ Tử San và Trần Pháp Lạp. Năm 2018, cô rời đài TVB.

## Danh sách phim

### Phim truyền hình
|      | Tên phim                                     | Tên tiếng Anh                  | Vai diễn                 | Ghi chú                                                                                       |
| ---- | -------------------------------------------- | ------------------------------ | ------------------------ | --------------------------------------------------------------------------------------------- |
| 2004 | Gia đình vui vẻ hiện đại                     | Virtues of Harmony II          | Hồng Bạch Lam (Michelle) | Với Mã Tuấn Vỹ Xuất hiện từ tập 259                                                           |
| 2004 | Thế giới kỳ ảo                               | The Zone                       | Kathy                    |                                                                                               |
| 2005 | Đội Cứu Hộ Trên Không                        | Always Ready                   | Thi Sở Kỳ (Sandra)       | Với Trịnh Y Kiện                                                                              |
| 2006 | Bí Mật Bảo Tàng                              | The Bitter Bitten              | Lộ Đan Đan               | Với Trần Hạo Dân                                                                              |
| 2006 | Bằng chứng thép                              | Forensic Heroes                | Lâm Thinh Thinh          | Với Lâm Văn Long                                                                              |
| 2007 | Mẹ Vợ Thần Thánh                             | Heavenly In Law                | Tử Vy                    | Vai chính với Lương Vinh Trung                                                                |
| 2007 | Rước Vợ Đón Lộc                              | Best Bet                       | Đỗ Lệ Doanh              | Vai chính với Tạ Thiên Hoa                                                                    |
| 2007 | Sóng gió gia tộc/ Đường Tâm Phong Bạo        | Heart Of Greed                 | Thường Tại Tâm           | Với Lâm Phong, sau là Trần Hào                                                                |
| 2008 | Truyền Tích Thần Kỳ                          | Legend Of The Demigods         | Kế Thể Chi (Bé may mắn)  | Vai chính với Trần Cẩm Hồng                                                                   |
| 2008 | Bằng chứng thép II                           | Forensic Heroes II             | Lâm Thinh Thinh          | Với Lâm Văn Long Qua đời tập 4                                                                |
| 2008 | Sức mạnh tình thân/ Trăng Rằm Dậy Sóng       | Moonlight Resonance            | Vu Tố Thu/ Vu Tố Tâm     | Với Huỳnh Tông Trạch, sau là Lâm Phong                                                        |
| 2008 | Kim Thạch Lương Duyên                        | A Journey Called Life          | Thi Gia Gia              | Vai chính với Mã Tuấn Vỹ                                                                      |
| 2008 | Lấy chồng giàu sang                          | The Gem Of Life                | Tống Tử Lăng             |                                                                                               |
| 2010 | Tình Bạn Thân Thiết                          | A Watchdog's Tale              | Lê Thiện Như             | Vai chính với Mã Tuấn Vỹ                                                                      |
| 2010 | Bồ Tùng Linh                                 | Ghost Writer                   | Liễu Tâm Như             | Vai chính với Mã Tuấn Vỹ                                                                      |
| 2010 | Công chúa giá đáo                            | Can't Buy Me Love              | Ngô Tứ Đức               | Vai phụ với Huỳnh Hạo Nhiên                                                                   |
| 2011 | Trường học mật cảnh                          | Yes, Sir. Sorry, Sir!          | Cổ Gia Lam (Miss Koo)    |                                                                                               |
| 2011 | Cửu Giang Thập Nhị Phường                    | River of Wine                  | Tống Tử Trừng            | Với Trần Cẩm Hồng                                                                             |
| 2011 | Thuyên Gia Phúc Lộc Thọ Thám Án              | Super Snoops                   | Thi Ảnh                  |                                                                                               |
| 2011 | Những Vụ Án Kỳ Lạ                            | Twilight Investigation         | Chung Ý Đắc              | Vai chính                                                                                     |
| 2012 | Quyết Trạch Nam Nữ/ Nam Nữ Dọn Nhà           | L'Escargot                     | Quan Gia Lạc             | Vai chính                                                                                     |
| 2012 | Người Cha Phú Quý                            | Daddy Good Deeds               | Cao Như Châu             | Vai chính với Mã Tuấn Vỹ                                                                      |
| 2012 | Diệu Vũ Trường An                            | House of Harmony and Vengeance | Biện Ngọc Yên            | Vai chính với Mạch Trường Thanh                                                               |
| 2012 | Bảo vệ Nhân Chứng/ Hộ Hoa Nguy Tình          | Witness Insecurity             | Kiều Tử Lâm (Hailey)     | Vai chính với Huỳnh Tông Trạch                                                                |
| 2013 | Cự Luân/ Vòng Xoáy Cuộc Đời                  | Brother's Keeper               | Trác Tịnh (Rachel)       | Vai Chính với Trần Triển Bằng Nhờ vai này cô ấy đạt giải Thị Hậu 2013 tại Malysia             |
| 2013 | Vòng Quay Hạnh Phúc/ Hạnh Phúc Ma Thiên Luân | Missing You                    | Khang Như Phong          | Vai chính                                                                                     |
| 2014 | Đại Dược Phường                              | All That Is Bitter Is Sweet    | Đỗ Giai Kỳ               | Vai chính với Trần Triển Bằng Nhờ vai này cô ấy đạt giải Nhân vật được yêu thích tại Malaysia |
| 2014 | Phi Hổ 2                                     | Tiger Cubs 2                   | Chung Vỹ Ân              | Vai chính với Mã Đức Chung                                                                    |
| 2014 | Khoảng Khắc Tình Yêu                         | A Time of Love                 | Linda                    | Vai chính với Yeon Jung-hoon (Tập 3)                                                          |
| 2015 | Sự chuyển mình hoa lệ                        | Limelight Years                | Tư Đồ Địch Địch          | Vai chính với Phương Lực Thân                                                                 |
| 2016 | Cự Luân 2                                    | Brother's Keeper 2             | Trác Tịnh (Rachel)       | Khách mời với Trần Triển Bằng                                                                 |
| 2016 | Cảnh Khuyển Ba Đả                            | K9 Cop                         | Mã Chí Hạo               | Vai chính với Huỳnh Tông Trạch                                                                |
| 2018 | Tái Sáng Thế Kỷ/ Câu Chuyện Khởi Nghiệp      | Another Era                    | Trịnh Tư Dư (Janice)     | Khách mời với Lâm Văn Long                                                                    |
| 2021 | Bác sĩ nhi khoa                              | Kids' Lives Matter             | Chương Dĩ Tâm (Eman)     | Vai chính với Trịnh Gia Dĩnh                                                                  |

### Phim điện ảnh
| Năm  | Tựa đề                 | Vai       |
| ---- | ---------------------- | --------- |
| 2007 | Love Is Not All Around | Tịnh Tịnh |
| 2008 | Playboy Cops           | Lisa      |
| 2008 | L For Love♥ L For Lies | Yan       |
| 2010 | 72 khách trọ           | A Nữ      |

## Giải thưởng
- Hoa hậu Ảnh trong cuộc thi Hoa hậu Hoa Kiều tại Vancouver năm 2003
- Hoa hậu trong cuộc thi Hoa hậu Hoa Kiều tại Vancouver năm 2003
- Hoa hậu trong cuộc thi Hoa hậu Hoa Kiều Thế giới năm 2004
- Top 10 diễn viên truyền hình TVB được yêu thích nhất do tạp chí NEXT tổ chức
- TVB8 Music Awards Best Newcomer Silver Award 2008
- Yahoo! Buzz Awards Most Rise in Searches TV Artist 2008
- Metro Radio Hits Music Award Presentation Metro Radio Hits King of New Singers Award 2008
- Giải Next TV Award năm 2008
- Ca sĩ có lượng đĩa tiêu thụ nhiều nhất giải The IFPI Hong Kong Top Sales Music Award Presentation 2009.
- Giải nhân vật được yêu thích tại Astro Wa La Toi 2009
- Giải cặp đôi được yêu thích nhất tại Astro Wa La Toi 2009
- Giải cặp đôi được yêu thích nhất tại Singapore Starhub TVB Awards 2012
- Giải nhân vật truyền hình được yêu thích tại Singapore Starhub TVB Awards 2012
- Giải diễn viên có nụ cười ngọt ngào tại Singapore Starhub TVB Awards 2012
- Thị Hậu 2013 tại Malysia..
- Nhân vật được yêu thích tại Malaysia.